# Cycas armstrongii
Cycas armstrongii es una especie de cícadas del género Cycas.

## Localización
Esta especie de planta es nativa de Australia, su distribución natural es el noroeste del Territorio del Norte.

## Características
Los tallos alcanzan los 4 m, con un diámetro de 5 a 11 cm. Las plantas adultas tienen alrededor de 50 hojas pinnadas en la copa, tienen entre 55 a 90 cm de largo. Es una especie muy tolerante al fuego.

## Taxonomía
Cycas armstrongii fue descrita por Friedrich Anton Wilhelm Miquel y publicado en Archives Neerlandaises 3(5): 235. 1868.